# Noturus furiosus
Espèce
Statut de conservation UICN

 NT  : Quasi menacé
Noturus furiosus (appelé en anglais Carolina madtom) est une espèce de poisson de la famille des Ictaluridae. Il est endémique de Caroline du Nord. C'est un petit poisson-chat d'une longueur maximale de presque treize centimètres. Décrit à la fin des années 1800 par les ichtyologistes Jordan et Meek, ce poisson est la seule espèce du genre Noturus endémique de Caroline du Nord, comme l'indique son nom commun.

## Description
Noturus furiosus est plus court et trapu que les autres Noturus et possède des motifs colorés caractéristiques. Trois bandes sombres le long de son dos rejoignent une large bande noire le long de son côté, qui s'étend de son museau à la base de sa queue. Sa nageoire adipeuse présente une tache sombre qui n'atteint pas tout à fait son extrémité, donnant l'impression d'une quatrième bande. Des taches jaunâtres à beiges séparent les bandes, tandis que le reste du poisson est beige. Le ventre n'est pas tacheté et la queue a des bandes brunes en forme de croissant près de son bord et au centre. Ses épines pectorales ont des saillies dentelées bien définies (en forme de scie) le long des deux marges. Les épines acérées de ses nageoires pectorales valent à ce poisson le titre de « furiosus » qui fait partie de son nom scientifique.

## Habitat
L'espèce est présente dans les gués naturels, les rapides et les mares des  rivières moyennes et grandes. Idéalement, elle habite les eaux douces avec un débit continu toute l'année et une pente modérée dans les régions physiographiques du Piedmont et de la plaine côtière. Son substrat optimal est principalement un habitat stable, sans limon, à fond de gravier et de galets, et il doit offrir une couverture pour les sites de nidification, par exemple des roches, des écorce, de vieilles coquilles de moules et même des boîtes et des bouteilles.

## Alimentation
Noturus furiosus chasse à vue, surtout durant la nuit, avec des pics à l'aube et au crépuscule. Il mange des invertébrés du fond des rivières comme des larves de moucherons, d'éphémères, de trichoptères, de libellules et de coléoptères.

## Développement
Les femelles produisent chaque saison entre 80 et 300 œufs, qu'elles  et les pondent dans des zones couvertes. Les mâles gardent le nid jusqu'à ce que les œufs éclosent. Les juvéniles grandissent d'environ 5 centimètres au cours de leurs deux premières années, puis deviennent matures entre deux et trois ans. On ne sait pas combien de temps ces poissons vivent, mais ils atteignent au moins quatre ans.
Noturus furiosus n'est présent que dans certaines parties des bassins fluviaux de la Tar et de la Neuse en Caroline du Nord. Il a tendance à n'occuper que les grands affluents de la Tar et de la Neuse, ce qui limite encore son aire de répartition et son abondance. Son aire de répartition restreinte et son exigence de certains types d'eaux ont valu à l'espèce d'être classée par le NC Natural Heritage Program comme « significativement rare » pour la population du bassin de la Tar et comme  « préoccupante » pour celle du bassin de la Neuse. Sa petite taille le rend peu attrayant pour les pêcheurs à la ligne, et il est classé comme non-pêchable.

## Menaces

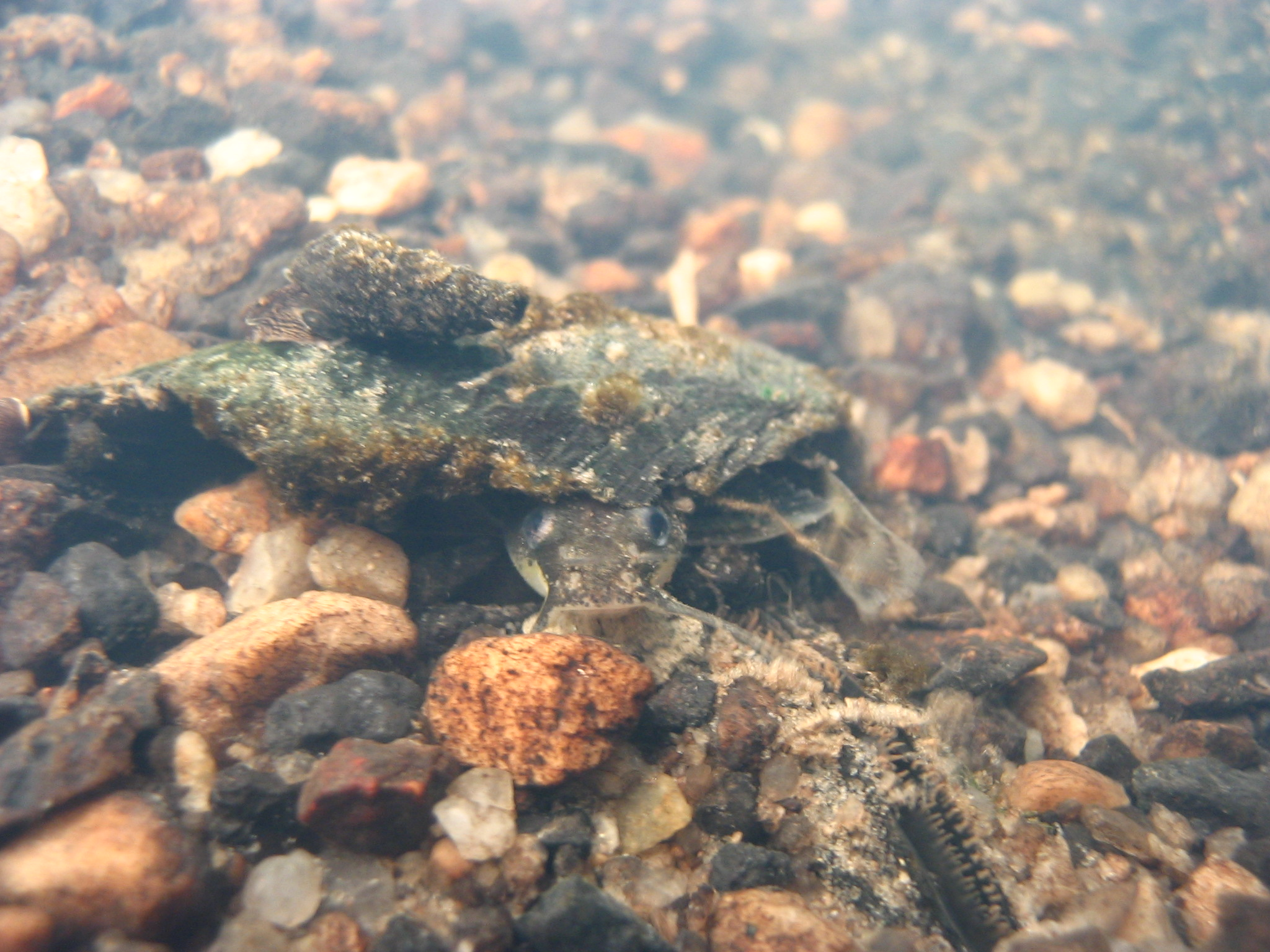
Un exemplaire caché au fond d'une rivière.

Noturus furiosus fait face des menaces  variées comme le déclin de la qualité de l'eau, la perte de débit et la fragmentation des rivières, la détérioration de ses habitats et l'expansion du poisson-chat à tête plate, un prédateur envahissant. Ces menaces devraient être exacerbées par l'urbanisation et le changement climatique.

### Pollution
Noturus furiosus a besoin d'eau propre et courante pour survivre. L'augmentation de la température de l'eau des rivières causée par l'homme a été identifiée comme un facteur de son déclin.

### Réduction du débit des cours d'eau
La sécheresse et les retenues ralentissent le débit naturel des cours d'eau, compromettent la qualité de l'eau, entravent les déplacements des poissons, limitent les proies disponibles et empêchent les déchets et les sédiments fins d'être évacués par les courants.

### Agriculture et développement
Les cours d'eau aux couloirs ripariens urbanisés ou dominés par l'agriculture ont tendance à avoir plus de sédiments dans l'eau et des berges instables et / ou imperméables, ce qui les rend moins propices pour ce poisson que  les rivières aux couloirs ripariens boisés.

### Fragmentation de l'habitat
Les barrages et les buses sous-dimensionnées limitent la capacité de Noturus furiosus à se répartir dans les cours d'eau pour trouver un habitat de bonne qualité. La construction du barrage de Falls Lake sur la haute Neuse en 1981 a isolé leur population du bassin supérieur de celle du bassin moyen de la Neuse. Des distributions isolées ou irrégulières des poissons peuvent limiter leurs échanges génétiques.

### Espèces invasives
Le poisson-chat à tête plate est un prédateur invasif des bassins de la Neuse et de la Tar, dont aucune autre créature ne se nourrit. Il se nourrit principalement d'autres poissons. L'hydrilla est une plante aquatique envahissante, qui forme des tapis presque impénétrables de tiges et de feuilles à la surface de l'eau. Elle modifie l'habitat des cours d'eau, diminue leurs débits et y contribue à l'accumulation de sédiments.